# Ezinge
Ezinge (Gronings: Aisen of Aizing) is een wierdedorp en tevens een voormalige gemeente in de gemeente Westerkwartier in de Nederlandse provincie Groningen. Het dorp behoort tot het historische district Middag en ligt aan het Oldehoofsch kanaal. Het had in 2023 685 inwoners. Dit is exclusief de bewoners in het buitengebied rond het dorp. Samen met het buitengebied heeft Ezinge ongeveer 875 inwoners.
Het dorp heeft een beschermd dorpsgezicht met een kerk uit begin 13e eeuw. Deze kerk met losstaande toren staat op de rand van de afgegraven wierde.
In Ezinge is Museum Wierdenland gevestigd, dat tot doel heeft de aandacht te vestigen op de geschiedenis van wierden en het wierdenland. In maart 2009 is een nieuw gebouw geopend. Het nieuwe pand is sindsdien veel meer dan alleen een museum en kreeg een nieuwe naam: "Wierdenland, Centrum voor wierden en landschap".
Ten noordoosten van Ezinge bevindt zich de Allersmaborg waarvan het oudst nog bestaande gedeelte, de "blauwe kamer", rond 1400 gebouwd is. Tegenwoordig is de Allersmaborg als alumnihuis in beheer van de Rijksuniversiteit Groningen, dat in 2007 een renovatie heeft laten uitvoeren.
Ezinge telt sinds 2006 een basisschool, samenwerkingsschool Op Wier, waarin de voormalige openbare basisschool De Klief en de christelijke basisschool De Springplank zijn opgegaan. Verder heeft het dorp voorzieningen als een dorpshuis, huisarts, tandarts en winkels zoals een bakkerij en een supermarkt.

## Geschiedenis

### Ontstaan en opgravingen

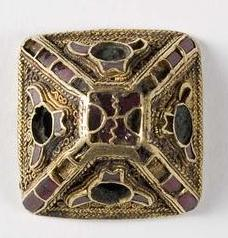
Zwaardknop van Ezinge (Fries Museum)

Ezinge is het hoofddorp van het voormalige schiereiland Middag. In de 8e eeuw n.Chr. ontstond de Lauwerszee door zware zee-inbraken. Sindsdien was Middag een schiereiland in de monding van de rivier de Hunze (tegenwoordig Reitdiep geheten).
Ezinge is bekend vanwege de opgravingen die archeoloog Albert van Giffen van de Rijksuniversiteit Groningen hier van 1923 tot 1934 heeft uitgevoerd. Hierbij zijn de resten van 85 boerderijen en 60 bijgebouwen gevonden uit de periode van 600 v.Chr tot de 5e eeuw n.Chr.
Bijzonder is de vondst van de gouden zwaardknop van Ezinge uit de 7e eeuw, die vergelijkbaar is met die uit het koningsgraf van Sutton Hoo in Engeland.
Tegelijk met deze opgraving werd ook het grafveld van De Bouwerd ten zuiden van Ezinge blootgelegd, waarin meerdere paardengraven werden gevonden.

### Voormalige gemeente
Ezinge was de hoofdplaats van de voormalige gemeente Ezinge, die heeft bestaan van 1811 tot 1990. Bij de gemeentelijke herindeling van Groningen in 1990 wilde de provincie dat Ezinge samengevoegd zou worden met de andere gemeenten in het Westerkwartier. Ezinge koos echter voor Winsum, aan de overzijde van het Reitdiep, een keuze waarbij de provincie zich uiteindelijk neerlegde.
Op haar hoogtepunt had de gemeente in 1955 2.043 inwoners. Bij de opheffing in 1990 had de gemeente Ezinge 1796 inwoners. In 2012 had het gebied van de voormalige gemeente Ezinge 1.650 inwoners, 5 jaar later in 2017 waren dit er op 1 januari nog 1.572. 
Begin jaren 2000 kwam er in de provincie Groningen een nieuwe discussie over de gemeentelijke indeling. Hierbij zou de gemeente Winsum onderdeel gaan uitmaken van de nieuwe gemeente Het Hogeland. Naast de voormalige gemeente Ezinge zou ook de voormalige gemeente Oldehove onderdeel moeten gaan uitmaken van deze nieuw te vormen gemeente. De gemeenteraad van Zuidhorn sprak de wens uit dat zowel de voormalige gemeente Oldehove als de voormalige gemeente Ezinge onderdeel zouden gaan uitmaken van een nieuw te vormen gemeente Westerkwartier.
In 2016 organiseerden zowel Zuidhorn als Winsum voor hun deel van Middag-Humsterland een referendum waarbij de streek in overgrote meerderheid koos voor aansluiting bij Westerkwartier. Op 1 januari 2019 ging het gebied van de voormalige gemeente Ezinge alsnog op in de nieuwe gemeente Westerkwartier.

#### Kernen
Tot de voormalige gemeente Ezinge behoorden de volgende dorpen en gehuchten: Ezinge, Feerwerd, Garnwerd, Aduarderzijl, Allersma, Beswerd, Brillerij, Bolshuizen, Feerwerdermeeden, Hardeweer, Joeswerd, Krassum, Oostum, Schifpot, Suttum en Wierumerschouw (gedeeltelijk).

#### Gemeenteraad
De gemeenteraad van de voormalige gemeente Ezinge bestond tussen 1986 en 1990 uit vier partijen die zeven zetels te verdelen hadden.
De laatste burgemeester was de heer Henk Aukes die vanaf 1987 aanbleef als waarnemend burgemeester.
De laatste verkiezingsuitslag voor de gemeenteraad in 1986:
- PvdA 35,4% 2 zetels
- CDA 25,5% 2 zetels
- Gemeentebelangen 21,6% 2 zetels
- KOE (Kijk op Ezinge) 17,5% 1 zetel

## Bevolking
Ezinge kende op 1 januari 2023 in totaal 685 inwoners (kern + buitengebied). Het dorp kent een jarenlange daling van het inwoneraantal:
- 2000 - 940 inwoners
- 2005 - 890 inwoners
- 2010 - 895 inwoners
- 2015 - 825 inwoners
- 2020 - 795 inwoners

## Media
In Ezinge verschijnt het maandblad De Middagster. De krant werd opgericht in 1989 en heeft als ondertitel Kraant van diskaant daip. Dit verwijst naar de ligging aan het Reitdiep ten opzichte van de nieuwe gemeentelijke hoofdkern Winsum die aan de andere kant van het Reitdiep is gelegen.

## Sprookjes
In 1928 verscheen een boek in druk met de oudste oorspronkelijk Nederlandse sprookjes. De verhalen in Trijntje Soldaats werden tussen 1800 en 1804 door een 11-jarige jongen Gerrit Arend Arends in Ezinge in een schriftje opgetekend uit de mond van de huisnaaister Trijntje Wijbrands. Bij de eerste uitgave verschenen de verhalen in het Nederlands van die tijd, met de spelfouten van de elfjarige. Het boek, vormgegeven door Hendrik Werkman, werd later heruitgegeven in facsimile en heeft inmiddels een cultstatus gekregen.

## Geboren
- Hil van Calcar (1920-2013), kunstschilder, tekenaar, lithograaf
- G. van Nes-Uilkens (1877-1952), schrijfster
- Willem Raammaker (1787-1861), bouwkundige en architect
- Frederik Willem Steenhuisen (1893-1969), PvdA-politicus

## Beroemde (oud) inwoners
- Lucas Wildervanck de Blécourt (1827-1891), jonkheer en burgemeester
- Hendrik Aukes (1922-1995), burgemeester
- Martin Tissing (/1936-2018), kunstschilder
- Matthijs Röling (1943-2024), kunstschilder